# Glen Kamara
Pour les articles homonymes, voir Kamara.
Glen Kamara, né le 28 octobre 1995 à Tampere en Finlande, est un footballeur international finlandais qui évolue au poste de milieu central au Stade rennais FC.

## Biographie

### Enfance
Glen Kamara est le fils d'un couple de réfugiés sierraléonais installés en Finlande. Il pratique le football dans les catégories de jeunes de clubs locaux, comme l'Olarin Tarmo et l'Espoon Palloseura.

### Carrière en club

#### Formation et débuts laborieux en Angleterre
Alors que Glen est âgé de 12 ans, il doit déménager avec sa mère en Angleterre. Le premier club britannique qu'il fréquente est le Southend United FC, alors en troisième division.
C'est dans ce club qu'Arsenal vient le recruter en 2015. Son passage chez les Gunners est compliqué, il ne prend part qu'à une seule rencontre avec l'équipe A et est prêté deux fois de suite dans des divisions inférieures. Cette expérience lui permet malgré tout de s'entrainer régulièrement avec un effectif professionnel de haut niveau.

#### Éclosion à Dundee
Le 13 juillet 2017, il rejoint le club écossais du Dundee FC.
Il obtient avec cette équipe un statut de titulaire et réalise de belles performances dans l'entrejeu.

#### Révélation avec les Rangers
Le 5 janvier 2019, Steven Gerrard, le manager du Rangers FC annonce que Glen Kamara va rejoindre le club de Glasgow en juillet, à la fin de son contrat avec Dundee.
Après une deuxième place en championnat pour sa première saison au club, Kamara est sacré champion d'Écosse en 2021. Il s'agit du 55e titre national des Rangers.
Quelques jours après l'officialisation du titre de champion, les Rangers sont éliminés de l'Europa League par le Slavia Prague (1-1, 2-0). Lors du match retour, Kamara affirme avoir été la cible d'injures racistes de la part de Ondřej Kúdela, défenseur du Slavia. Il reçoit de nombreux signes de soutien, notamment de la part de Scott Brown, capitaine du Celtic FC, le grand rival des Rangers. Kúdela est condamné à dix matches de suspension par l'UEFA tandis que Kamara sanctionné de trois matches pour avoir agressé physiquement son adversaire praguois dans le tunnel du stade.

#### Retour en Angleterre à Leeds United
Le 31 août 2023, Kamara a signé un contrat de quatre ans avec le club anglais de Leeds United. Kamara a fait ses débuts pour Leeds en Championship le 2 septembre 2023, en tant que remplaçant lors d'un match nul 0-0 à domicile contre Sheffield Wednesday.

#### Arrivée en France
Le 16 juillet 2024, il signe pour quatre ans au Stade rennais FC contre une indemnité estimé à 10 millions d'euros,.

##### Prêt au Al-Shabab FC
Le 31 janvier 2025, lors du mercato hivernal, Glen Kamara est prêté avec option d’achat au Al-Shabab FC, en Saudi Pro League.

### Parcours en sélection finlandaise
Avec les espoirs, il participe aux éliminatoires du championnat d'Europe espoirs 2015 et du championnat d'Europe espoirs 2017. Le 9 juin 2015, il figure pour la première fois sur le banc des remplaçants de l'équipe A, lors d'une rencontre amicale face à l'Estonie (défaite 0-2).
Glen Kamara honore sa première sélection en équipe de Finlande le 9 novembre 2017 lors d'un match amical face à l'Estonie. Le match se solde par une victoire finlandaise 3-0. Le 15 octobre 2018, il inscrit son premier but en sélection, contre la Grèce, lors d'un match de Ligue des nations (victoire 2-0). 
Il est par la suite membre des 26 joueurs sélectionnés par Markku Kanerva pour disputer l'Euro 2020, première compétition internationale officielle de l'histoire pour les finlandais. Le 12 juin 2021, il est titulaire pour le premier match de la Finlande à l’Euro 2020. Cette rencontre sera malheureusement célèbre pour avoir vu le malaise cardiaque de Christian Eriksen. Raitala disputera la totalité des matchs du tournoi face à la Russie (défaite 0-1) , la Belgique (défaite 0-2) et le Danemark donc. Les Finlandais sortiront dès la phase de poules.

## Statistiques
| Saison                | Club                     | Championnat           | Championnat | Championnat | Championnat | Coupe nationale | Coupe nationale | Coupe nationale | Coupe de la Ligue | Coupe de la Ligue | Coupe de la Ligue | Compétition(s) continentale(s) | Compétition(s) continentale(s) | Compétition(s) continentale(s) | Compétition(s) continentale(s) | Total | Total | Total |
| Saison                | Club                     | Division              | M.          | B.          | P.d.        | M.              | B.              | P.d.            | M.                | B.                | P.d.              | Comp.                          | M.                             | B.                             | P.d.                           | M.    | B.    | P.d.  |
| 2015-2016             | Arsenal FC               | Premier League        | -           | -           | -           | 1               | 0               | 0               | -                 | -                 | -                 | -                              | -                              | -                              | -                              | 1     | 0     | 0     |
| 2015-2016             | Southend United (prêt)   | League One            | 6           | 0           | 1           | -               | -               | -               | -                 | -                 | -                 | -                              | -                              | -                              | -                              | 6     | 0     | 1     |
| 2016-2017             | Colchester United (prêt) | League Two            | 4           | 0           | 0           | -               | -               | -               | 2                 | 0                 | 0                 | -                              | -                              | -                              | -                              | 6     | 0     | 0     |
| 2017-2018             | Dundee FC                | Premiership           | 37          | 0           | 2           | 3               | 0               | 0               | 6                 | 0                 | 0                 | -                              | -                              | -                              | -                              | 46    | 0     | 2     |
| 2018-2019             | Dundee FC                | Premiership           | 16          | 0           | 2           | -               | -               | -               | 2                 | 0                 | 1                 | -                              | -                              | -                              | -                              | 18    | 0     | 3     |
| Sous-total            | Sous-total               | Sous-total            | 53          | 0           | 4           | 3               | 0               | 0               | 8                 | 0                 | 1                 | -                              | 0                              | 0                              | 0                              | 64    | 0     | 5     |
| 2018-2019             | Rangers FC               | Premiership           | 13          | 1           | 3           | 3               | 0               | 0               | 0                 | 0                 | 0                 | -                              | -                              | -                              | -                              | 16    | 1     | 3     |
| 2019-2020             | Rangers FC               | Premiership           | 19          | 0           | 0           | 1               | 0               | 0               | 4                 | 1                 | 0                 | C3                             | 15                             | 0                              | 0                              | 39    | 1     | 0     |
| 2020-2021             | Rangers FC               | Premiership           | 33          | 1           | 1           | 3               | 0               | 1               | 2                 | 0                 | 0                 | C3                             | 13                             | 1                              | 0                              | 51    | 2     | 2     |
| 2021-2022             | Rangers FC               | Premiership           | 31          | 3           | 3           | 3               | 0               | 0               | 3                 | 0                 | 0                 | C1+C3                          | 0+15                           | 0+1                            | 0+2                            | 52    | 4     | 5     |
| 2022-2023             | Rangers FC               | Premiership           | 22          | 1           | 0           | 2               | 0               | 0               | 3                 | 0                 | 1                 | C1                             | 8                              | 0                              | 0                              | 35    | 1     | 1     |
| Sous-total            | Sous-total               | Sous-total            | 118         | 6           | 7           | 12              | 0               | 2               | 12                | 1                 | 1                 | -                              | 51                             | 2                              | 2                              | 193   | 9     | 12    |
| 2023-2024             | Leeds United             | Championship          | 40          | 0           | 3           | 2               | 0               | 1               | -                 | -                 | -                 | -                              | -                              | -                              | -                              | 42    | 0     | 4     |
| 2024-2025             | Stade rennais FC         | Ligue 1               | 13          | 0           | 1           | 0               | 0               | 0               | -                 | -                 | -                 | -                              | -                              | -                              | -                              | 13    | 0     | 1     |
| 2024-2025             | Al-Shabab FC (prêt)      | Saudi Pro League      | 13          | 0           | 0           | 1               | 0               | 0               | -                 | -                 | -                 | -                              | -                              | -                              | -                              | 14    | 0     | 0     |
| Total sur la carrière | Total sur la carrière    | Total sur la carrière | 247         | 6           | 17          | 19              | 0               | 2               | 22                | 1                 | 2                 | -                              | 51                             | 2                              | 2                              | 339   | 9     | 23    |

### En sélection nationale
| Années                | Sélection             | Phases finales        | Phases finales | Phases finales | Phases finales | Éliminatoires | Éliminatoires | Éliminatoires | Éliminatoires | Amicaux | Amicaux | Amicaux | Autres compétitions | Autres compétitions | Autres compétitions | Autres compétitions | Total | Total | Total |
| Années                | Sélection             | Comp.                 | M.             | B.             | P.d.           | Comp.         | M.            | B.            | P.d.          | M.      | B.      | P.d.    | Comp.               | M.                  | B.                  | P.d.                | M.    | B.    | P.d.  |
| --------------------- | --------------------- | --------------------- | -------------- | -------------- | -------------- | ------------- | ------------- | ------------- | ------------- | ------- | ------- | ------- | ------------------- | ------------------- | ------------------- | ------------------- | ----- | ----- | ----- |
| 2015                  | Finlande              | -                     | -              | -              | -              | Euro 2016     | -             | -             | -             | 0       | 0       | 0       | -                   | -                   | -                   | -                   | 0     | 0     | 0     |
| 2016                  | Finlande              | Euro 2016             | -              | -              | -              | CdM 2018      | -             | -             | -             | -       | -       | -       | -                   | -                   | -                   | -                   | 0     | 0     | 0     |
| 2017                  | Finlande              | -                     | -              | -              | -              | CdM 2018      | 0             | 0             | 0             | 1       | 0       | 0       | -                   | -                   | -                   | -                   | 1     | 0     | 0     |
| 2018                  | Finlande              | Coupe du monde 2018   | -              | -              | -              | -             | -             | -             | -             | 4       | 0       | 0       | LdN                 | 4                   | 1                   | 0                   | 8     | 1     | 0     |
| 2019                  | Finlande              | -                     | -              | -              | -              | Euro 2020     | 10            | 0             | 2             | -       | -       | -       | -                   | -                   | -                   | -                   | 10    | 0     | 2     |
| 2020                  | Finlande              | -                     | -              | -              | -              | -             | -             | -             | -             | 2       | 0       | 0       | LdN                 | 6                   | 0                   | 0                   | 8     | 0     | 0     |
| 2021                  | Finlande              | Euro 2020             | 3              | 0              | 0              | CdM 2022      | 7             | 0             | 0             | 3       | 0       | 0       | -                   | -                   | -                   | -                   | 13    | 0     | 0     |
| 2022                  | Finlande              | Coupe du monde 2022   | -              | -              | -              | -             | -             | -             | -             | 2       | 0       | 0       | LdN                 | 6                   | 0                   | 0                   | 8     | 0     | 0     |
| 2023                  | Finlande              | -                     | -              | -              | -              | Euro 2024     | 10            | 1             | 1             | -       | -       | -       | -                   | -                   | -                   | -                   | 10    | 1     | 1     |
| 2024                  | Finlande              | Euro 2024             | -              | -              | -              | Euro 2024     | 1             | 0             | 0             | 0       | 0       | 0       | LdN                 | 6                   | 0                   | 0                   | 7     | 0     | 0     |
| 2025                  | Finlande              | -                     | -              | -              | -              | CdM 2026      | 3             | 0             | 0             | -       | -       | -       | -                   | -                   | -                   | -                   | 3     | 0     | 0     |
| Total sur la carrière | Total sur la carrière | Total sur la carrière | 3              | 0              | 0              | -             | 31            | 1             | 3             | 12      | 0       | 0       | -                   | 21                  | 1                   | 0                   | 68    | 2     | 3     |

#### Matchs internationaux
Le tableau suivant liste les rencontres de l'équipe de Finlande dans lesquelles Glen Kamara a été sélectionné depuis le 9 novembre 2017 jusqu'à présent :

#### Buts internationaux
| Buts internationaux de Glen Kamara | Buts internationaux de Glen Kamara | Buts internationaux de Glen Kamara | Buts internationaux de Glen Kamara | Buts internationaux de Glen Kamara | Buts internationaux de Glen Kamara | Buts internationaux de Glen Kamara | Buts internationaux de Glen Kamara | Buts internationaux de Glen Kamara |
| 0                                  | Date                               | Lieu                               | Compétition                        | Résultat                           | Adversaire                         | Détail                             | Détail                             | Sél.                               |
| ---------------------------------- | ---------------------------------- | ---------------------------------- | ---------------------------------- | ---------------------------------- | ---------------------------------- | ---------------------------------- | ---------------------------------- | ---------------------------------- |
| 1er                                | 15 octobre 2018                    | Stade de Tampere, Tampere          | Ligue des nations 2018-2019        | 2 - 0                              | Grèce                              | 89e                                | 2 - 0                              | 7e                                 |
| 2e                                 | 19 juin 2023                       | Stade olympique, Helsinki          | Éliminatoires Euro 2024            | 6 - 0                              | Saint-Marin                        | 16e                                | 1 - 0                              | 52e                                |

## Palmarès

### En club
| Rangers FC (2) |
| --- |
| - Scottish Premiership (1) : - Champion en 2021 - Vice-Champion en 2019, 2020, 2022 et 2023 - Coupe d'Écosse (1) : - Vainqueur en 2022 - Finaliste en 2023 - Coupe de la Ligue (0) : - Finaliste en 2019 et 2023 - Ligue Europa (0) : - Finaliste en 2022 |

### Distinctions personnelles
- Membre de l'équipe-type de Scottish Premiership en 2021.